# Manuel Plaza
Manuel Jesús Plaza Reyes (ur. 17 marca 1900 w San Bernardo, zm. 9 lutego 1969 w Santiago) – chilijski lekkoatleta (długodystansowiec), wicemistrz olimpijski z 1928.
Zajął 6. miejsce w biegu maratońskim na igrzyskach olimpijskich w 1924 w Paryżu. Na igrzyskach olimpijskich w 1928 w Amsterdamie wystąpił w tej samej konkurencji; tym razem zdobył srebrny medal za Bougherą El Ouafim z Francji, a przed Marttim Marttelinem z Finlandii. Był to pierwszy medal olimpijski zdobyty przez reprezentanta Chile. Plaza na obu tych igrzyskach był chorążym reprezentacji Chile.
Manuel Plaza odniósł wiele sukcesów w mistrzostwach Ameryki Południowej w lekkoatletyce. W 1920 zdobył srebrny medal w biegu na 10 000 metrów oraz brązowy w biegu na 5000 metrów, a w 1924, 1926 i 1927 zwyciężał na obu tych dystansach i w biegu przełajowym, a także zajmował 1. miejsce indywidualnie w drużynowym biegu na 3000 metrów (w którym wygrywała drużyna Chile). W 1933 zwyciężył w biegu ulicznym na dystansie ok. 20 mil oraz w biegu przełajowym. Zwyciężył również w nieoficjalnych mistrzostwach Ameryki Południowej w 1922 w biegach na 3000 m, 5000 m i 10 000 m oraz w biegu przełajowym.